# Úsobrno
Úsobrno (německy Hausbrunn) je obec v okrese Blansko v Jihomoravském kraji. Žije zde 430 obyvatel.

## Název
Jméno Úsobrno nemá jednoznačný výklad, ačkoli jde jistě o jméno velmi starobylé. Jedna možnost je, že výchozí podoba jména zněla Ustrbno a byla odvozena od slovesa strbnúti („tvrdnout“), význam onoho jména by pak byl „místo, kde tvrdne půda“. Z něj by se následně podoba Úsobrno vyvinula hláskovým zjednodušením. Tento výklad nicméně přináší určité nesnáze (nejstarší doklad z 1078 Uzobren jej nepodporuje), není tudíž vyloučeno, že jméno je už předslovanské. Německá podoba jména vznikla z českého (snad z tvaru Usbrno), jeho první část byla přichýlena k Haus („dům“), druhá k Brunn („studna“). Jelikož druhá část jména připomínala jméno Brna, psalo se německy také Hausbrünn.

## Historie
První písemná zmínka o vesnici pochází z roku 1073, kdy byl Otou I. založen klášter Hradisko u Olomouce a Úsobrno společně s dalšími přilehlými vesnicemi bylo v jeho držení. Klášterním majetkem zůstala vesnice až do roku 1784, kdy byl klášter zrušen.
V roce 1951 byl v obci postavený a vysvěcený kostel svatého Cyrila a Metoděje, který má bohatou vnitřní výzdobu. Nalezneme zde varhany, které pocházejí z roku 1850, dále se zde nachází zobrazení křížové cesty a dřevěné vyřezávané sochy světců.  
Obcí procházela obchodní stezka, tzv. hvozdecká, která je zmiňována v písemnostech z roku 1145. V dokumentu je zmíněna celnice v této vesnici.
Ve 13. či 14. století stávala východně od obce fortifikace stejného jména.

## Přírodní poměry

### Vodstvo
Obcí protéká Úsobrnský potok, který na horním konci obce zásobuje rybník a do kterého se ve vesnici zprava vlévá Duranský potok a zleva bezejmenný přítok pramenící severně od vesničky Pohora, který zásobuje sérii rybníků nad obcí. Úsobrnský potok je pravostranným přítokem Jevíčky.
Východně od obce se rozkládá přírodní rezervace Durana.

## Obyvatelstvo
| Rok            | 1869 | 1880 | 1890 | 1900 | 1910 | 1921 | 1930 | 1950 | 1961 | 1970 | 1980 | 1991 | 2001 | 2011 | 2021 |
| -------------- | ---- | ---- | ---- | ---- | ---- | ---- | ---- | ---- | ---- | ---- | ---- | ---- | ---- | ---- | ---- |
| Počet obyvatel | 653  | 650  | 599  | 615  | 670  | 825  | 835  | 649  | 652  | 629  | 586  | 501  | 467  | 424  | 432  |
| Počet domů     | 84   | 84   | 81   | 81   | 82   | 103  | 116  | 128  | 138  | 149  | 142  | 169  | 188  | 193  | 188  |

## Obecní symboly
Znak a vlajka byly obci uděleny rozhodnutím předsedy Poslanecké sněmovny Parlamentu České republiky dne 21. června 1999.

## Průmysl
Počátky sklářství v obci sahají do 1827, kdy Karl Graf Strachwitz založil Karlovu huť. Ta se nejprve specializovala na tabulová skla, posléze v nájmu firmy Reich zaměřila svůj sortiment především na výrobu lahví, u kterého zůstává i na počátku 21. století pod značkou Sklárny Moravia.

## Pamětihodnosti
- Kostel svatého Cyrila a Metoděje

## Galerie

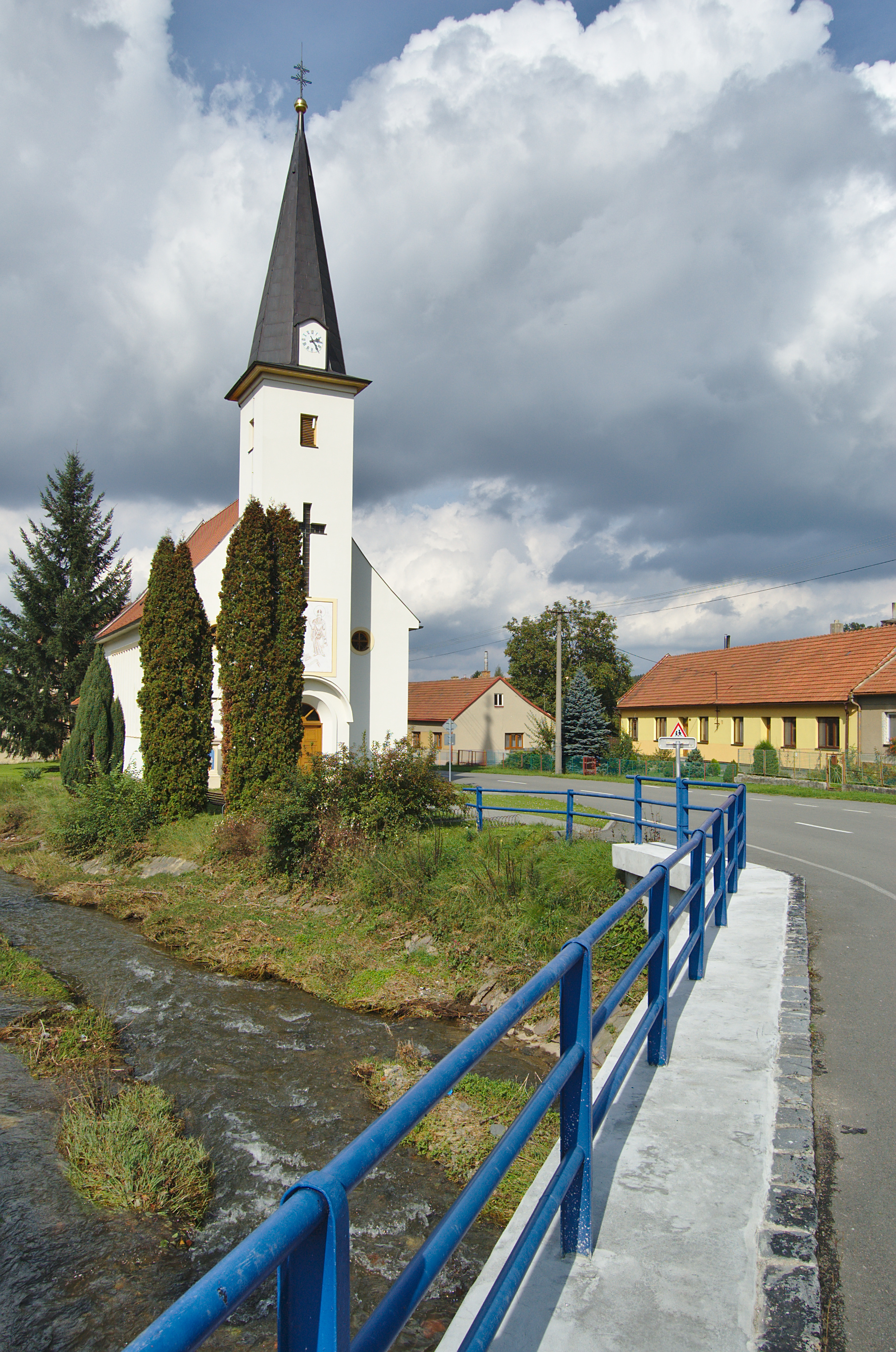
Kostel svatého Cyrila a Metoděje
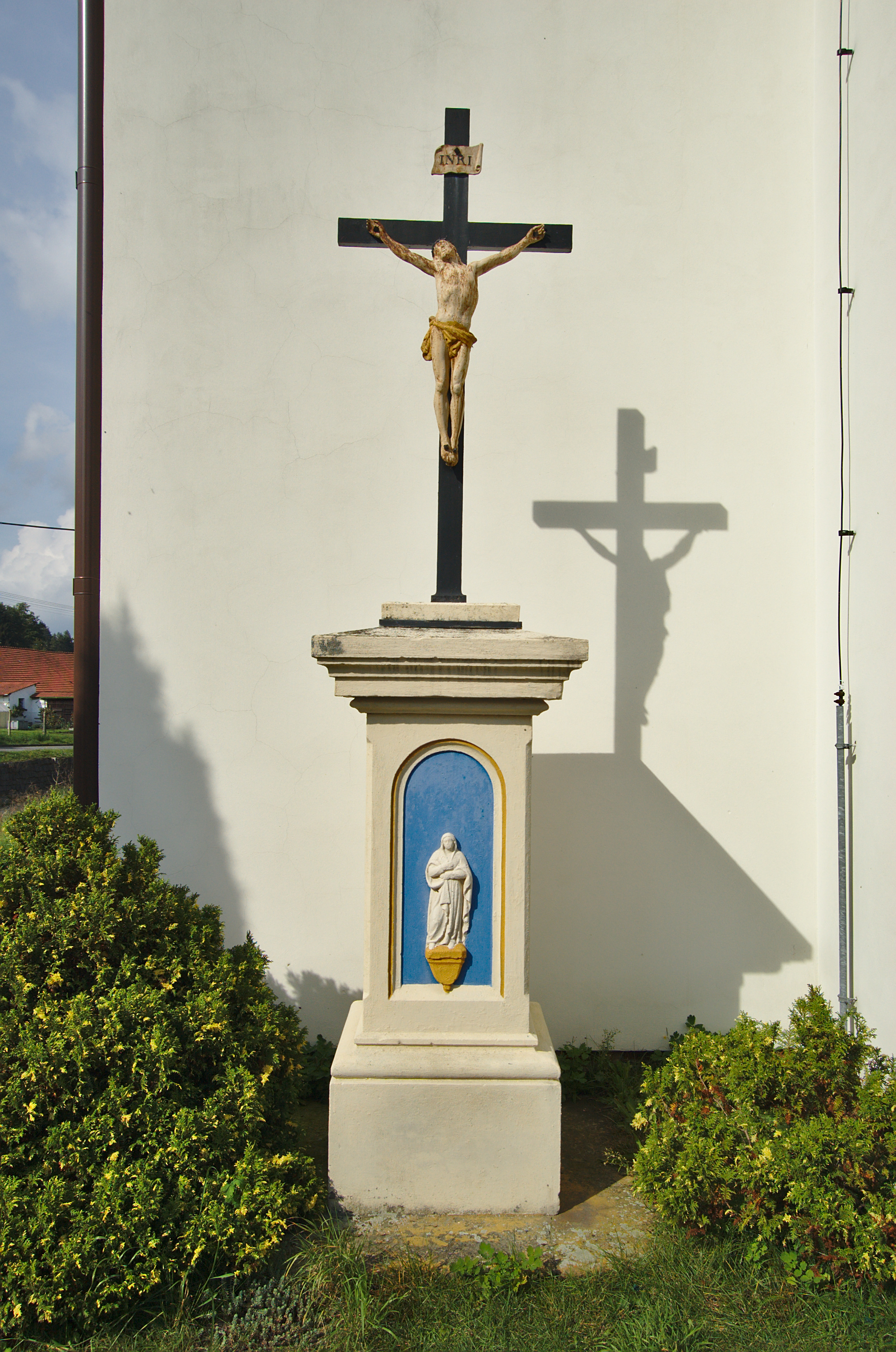
Kříž před kostelem
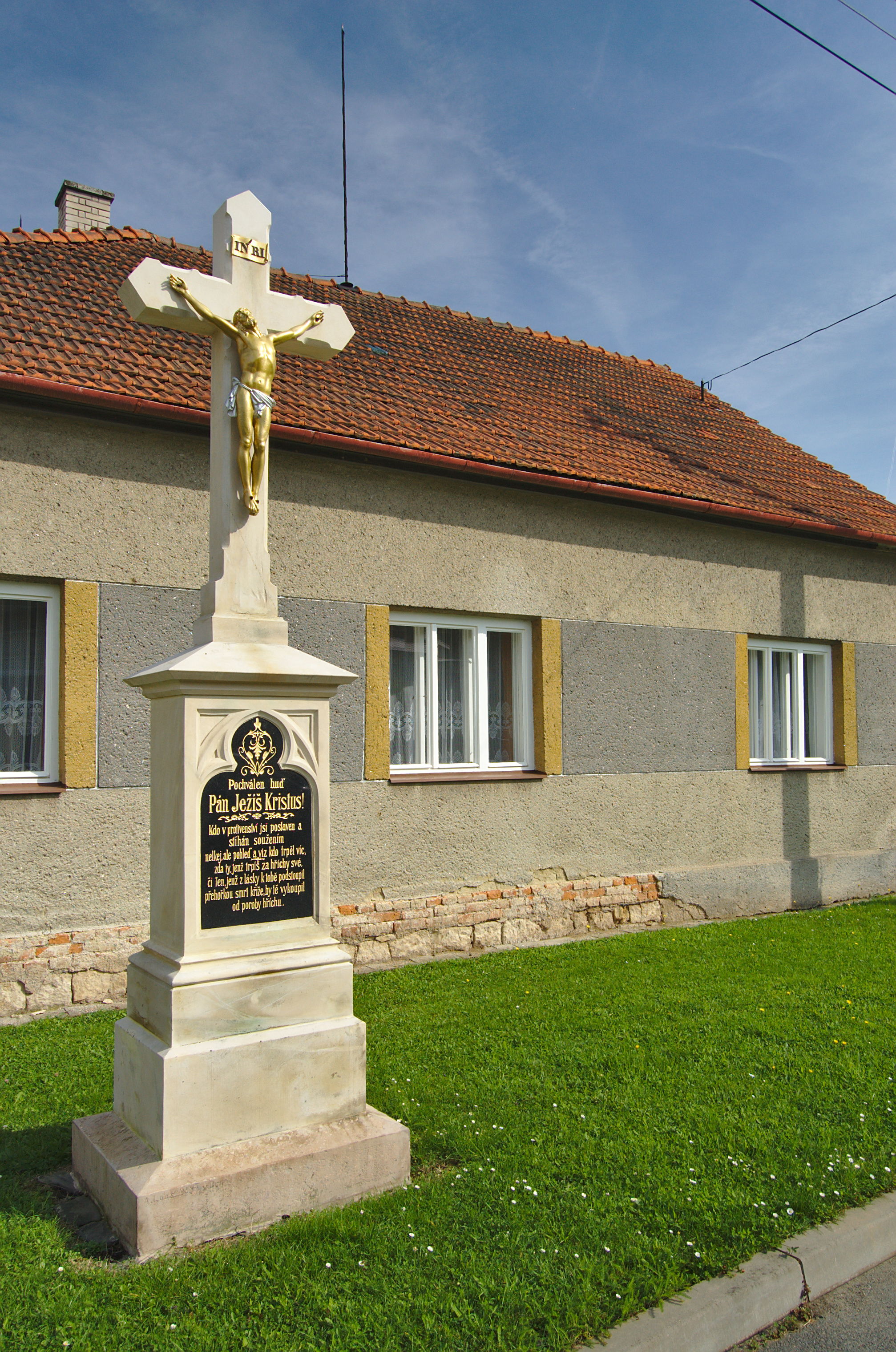
Kříž u hlavní silnice
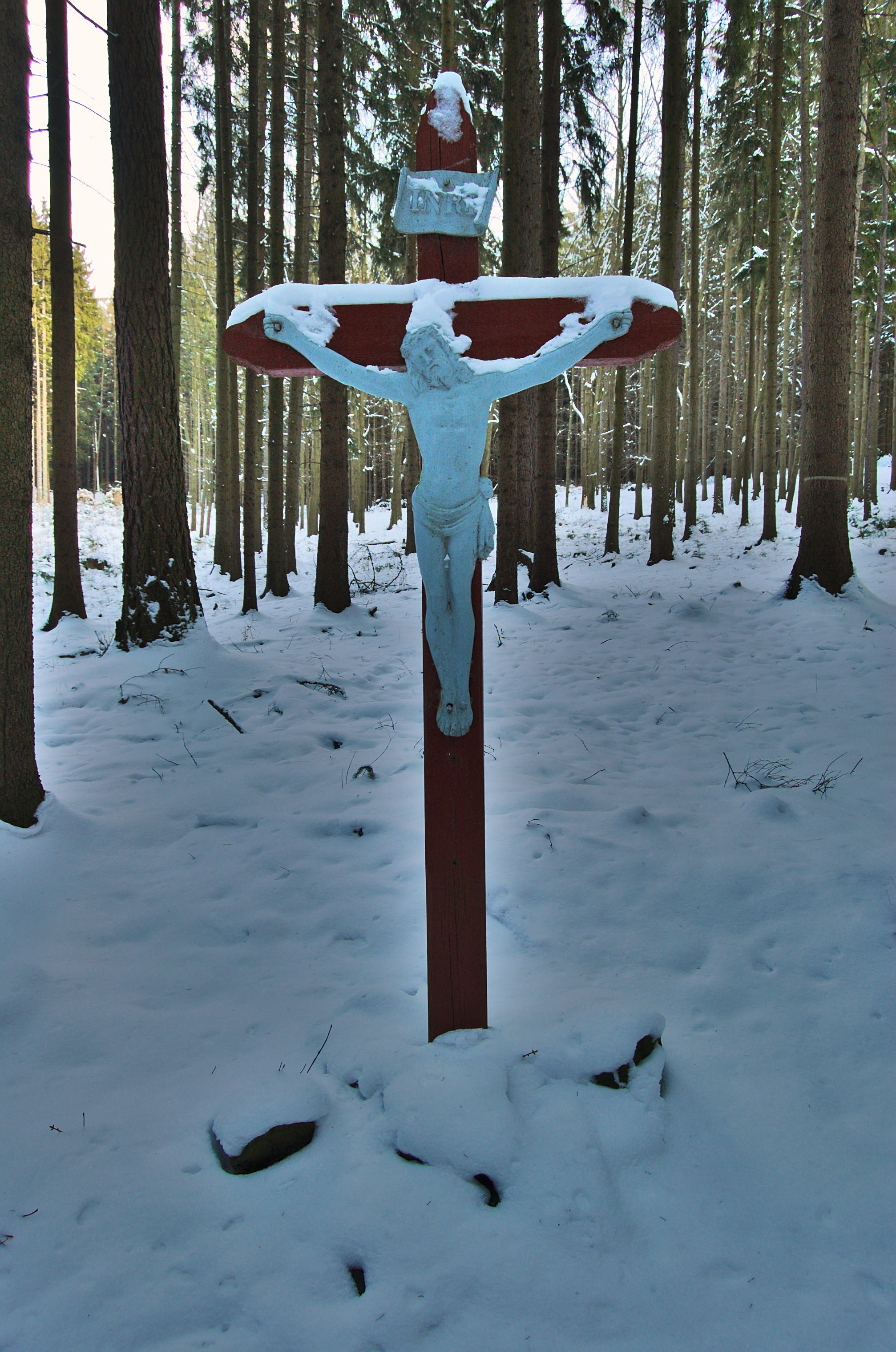
Kříž u žluté značky vedoucí od Durany do Úsobrna
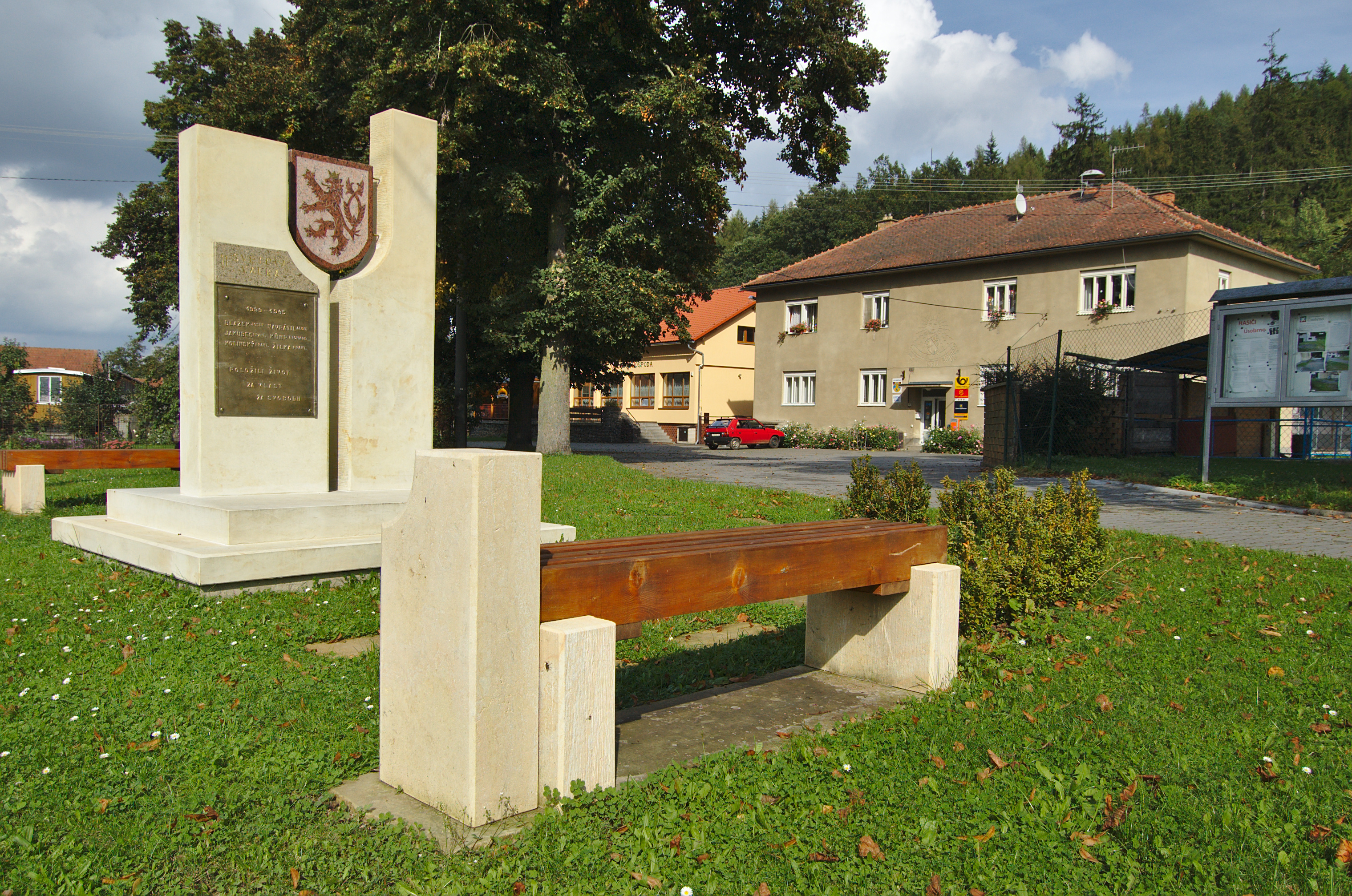
Památník obětem světových válek
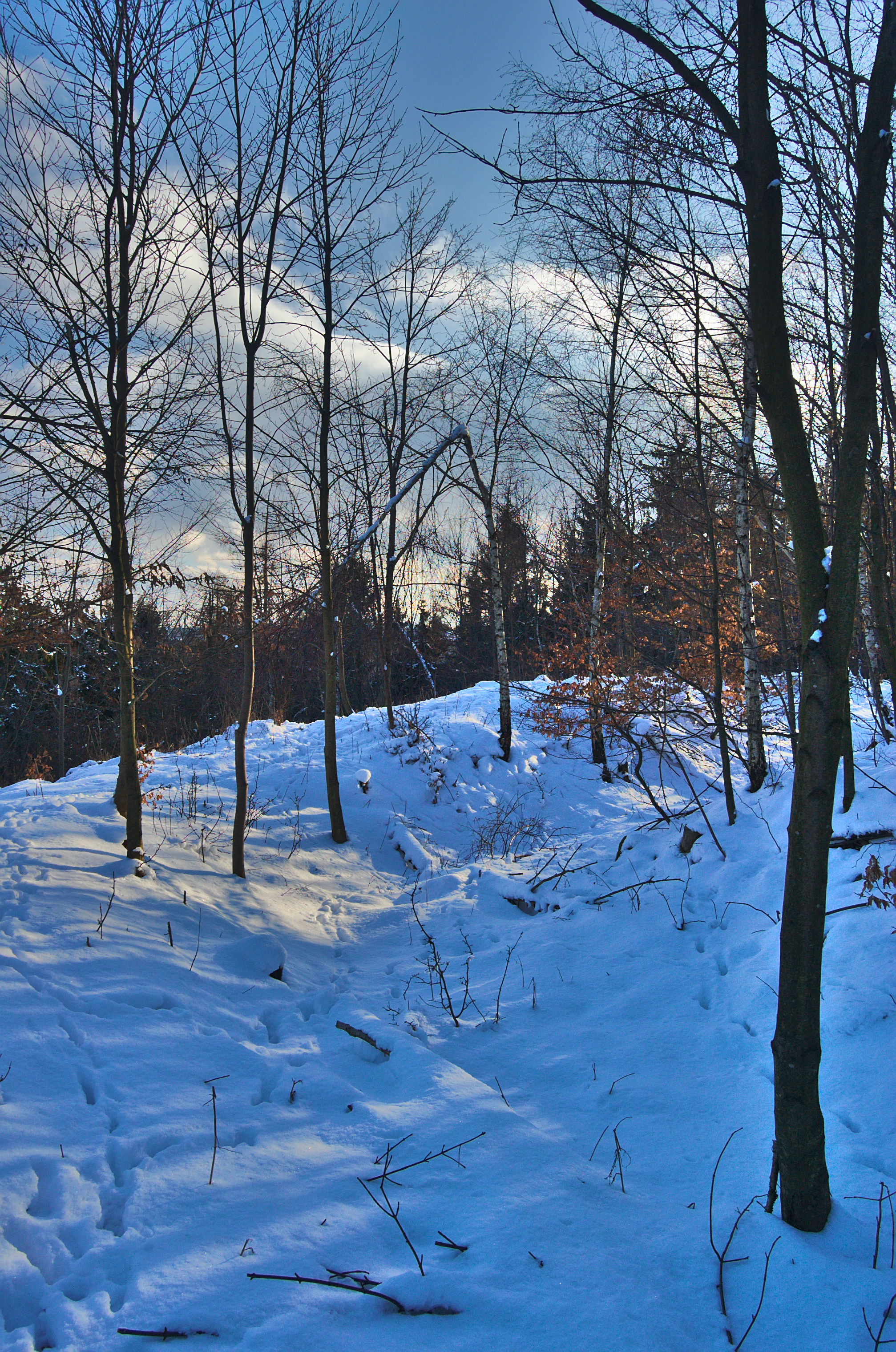
Příkop hradu Úsobrno
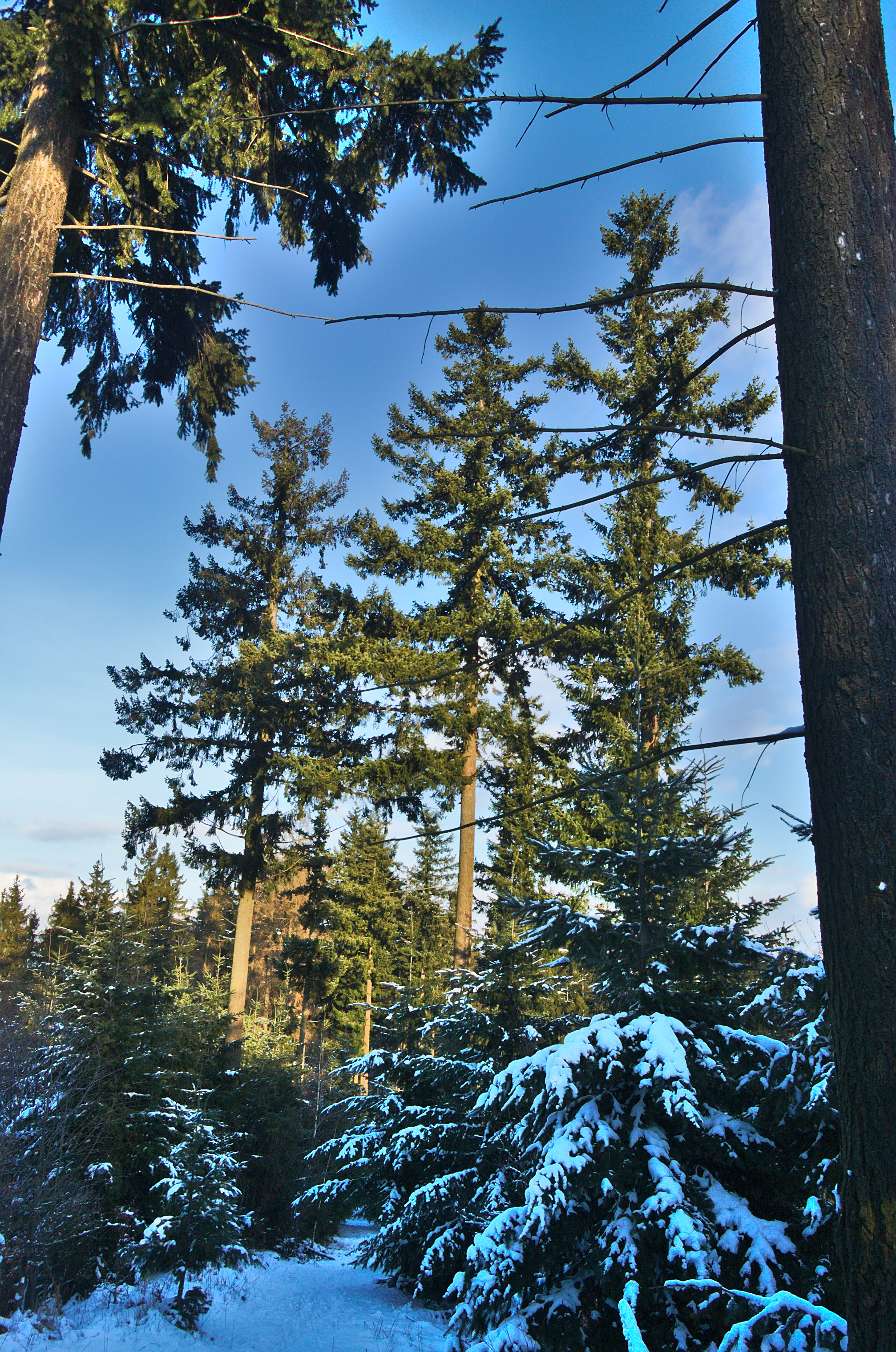
Přírodní rezervace Durana